# Andrei II. (Russland)
Andrei II. Jaroslawitsch (russisch Андрей Ярославич; * unbekannt; † 1264) war von 1248 bis 1252 Großfürst von Wladimir. Er stammte aus dem Geschlecht der Rurikiden und war ein Sohn Jaroslaws II.

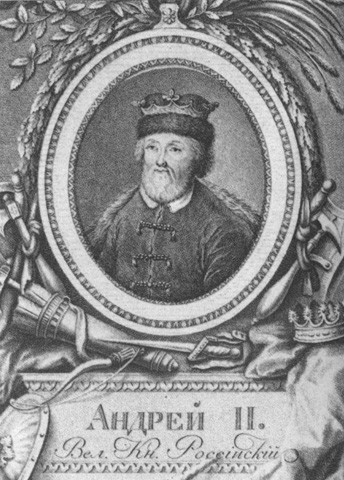
Andrei II.

## Leben
Entsprechend dem Senioratsprinzip hatte nach dem Tod Jaroslaws II. 1246 dessen jüngerer Bruder Swjatoslaw III. die Herrschaft angetreten. Sofort versuchten Andrei und sein Bruder Alexander Newski, ihren Onkel vom Thron zu vertreiben. Am Hof des Großkhans Batu arbeiteten sie daran, ihre eigene Thronfolge durchzusetzen. 1248 hatten sie damit Erfolg: Batu setzte Swjatoslaw ab und wies die Brüder an, gemeinsam über das Fürstentum Wladimir zu regieren. Alexander erhielt das Gebiet um Kiew, Andrei die Stadt Wladimir und ihr Umland.
Andrei II. versuchte in seiner kurzen Regierungszeit, eine Allianz gegen die mongolischen Herrscher zu schmieden. Dazu nahm er über seinen Schwiegervater Daniel Romanowitsch von Galizien Kontakt zur römischen Kirche auf und sammelte unter den russischen Fürsten Verbündete. Die Gelegenheit zur Auflehnung schien günstig, da zu diesem Zeitpunkt unter den Mongolen Auseinandersetzungen um die designierte Nachfolge des Großkhans ausbrachen. Schließlich setzte sich jedoch Möngkä durch. Alexander Newski, der sich von den Plänen Andreis ferngehalten hatte, nutzte diese Gelegenheit, sich eng an Batu anzulehnen und am Hof des Großkhans gegen seinen Bruder zu intrigieren. Batu setzte Andrei ab und verlieh Alexander Newski die Großfürstenwürde. Gegen Andrei wurde ein Heer ausgeschickt, worauf dieser zunächst nach Nowgorod und dann nach Schweden fliehen musste. Später unterwarf Andrei sich seinem Bruder, worauf dieser beim Khan die Erlaubnis erwirkte, dass Andrei nach Russland zurückkehren durfte.